# Arezzo (provincie)
Arezzo is een van de tien provincies van de Italiaanse regio Toscane. De provincie telt 344.437 inwoners. De oppervlakte bedraagt 3235 km². Hoofdstad is de gelijknamige stad. De officiële afkorting van de provincie is AR. Voorzitter provinciebestuur is sinds 22 juni 2009 de linkse democraat Roberto Vasai.
Arezzo is een overwegend heuvelachtig gebied, met daarnaast vier grote valleien: Casentino, Valdarno, Val di Chiana en Val Tiberina. De hoofdstad Arezzo ligt op de plaats waar Casentino overgaat in Valdarno en Val di Chiana.
De Arno en de Tiber, twee van de drie langste rivieren van Italië ontspringen in de provincie Arezzo.
Arezzo grenst aan de provincies Florence, Siena, Pesaro-Urbino (Marche), Forlì-Cesena (Emilia-Romagna) en
 Perugia (Umbria).

## Gemeenten
1. Arezzo
2. Montevarchi
3. Cortona
4. San Giovanni Valdarno
5. Sansepolcro
6. Castiglion Fiorentino
7. Terranuova Bracciolini
8. Bibbiena
9. Bucine
10. Cavriglia
11. Foiano della Chiana
12. Civitella in Val di Chiana
13. Monte San Savino
14. Subbiano
15. Poppi
16. Loro Ciuffenna
17. Anghiari
18. Capolona
19. Lucignano
20. Laterina
21. Marciano della Chiana
22. Castel Focognano
23. Pergine Valdarno
24. Pieve Santo Stefano
25. Stia Pratovecchio
26. Castelfranco Piandiscò
27. Castel San Niccolò
28. Castiglion Fibocchi
29. Chiusi della Verna
30. Monterchi
31. Caprese Michelangelo
32. Sestino
33. Talla
34. Badia Tedalda
35. Chitignano
36. Ortignano Raggiolo
37. Montemignaio